# Pervane (titre)
Pour les articles homonymes, voir Pervane.
Pervane ou perwâné est un titre d'origine persane équivalent au titre de grand vizir, ce titre désigne celui qui a mandat et représente l’autorité des Mongols de Perse (Il-khanides).
Le mot turc pervane signifie papillon de nuit et dans son usage moderne hélice.
Le mot persan parwāneh, پروانه, a les mêmes sens mais aussi celui de gouverneur ; patente, autorisation ; mandat ; ordre ; sentence.